# Alëša Bricco
Alëša Bricco (in russo Алёша Горшок?, Alëša Goršok) è un racconto di Lev Tolstoj scritto nel 1905 e pubblicato postumo nel 1911.

## Trama
Alëša era un giovane contadino «piccolino, magretto, con grandi orecchie a sventola e [...] il naso grosso», soprannominato "Bricco" perché una volta, mentre svolgeva una commissione, era inciampato e aveva fracassato un bricco di latte. Analfabeta («non era portato per lo studio, e inoltre non aveva nemmeno il tempo per studiare»), non molto forte ma dotato di destrezza e buona volontà, Alëša fu adibito a sorvegliare gli animali domestici già all'età di sei anni. A 19 anni il padre lo mandò a lavorare in città come custode presso un mercante. Gli venne assegnata la maggior parte del lavoro manuale, compito che Alëša svolgeva docilmente, mentre il suo salario veniva riscosso dal padre. Alëša parlava poco, ubbidiva a tutti, non conosceva le preghiere, avendo dimenticato quelle che sua madre gli aveva insegnato, e «pregava con le mani, facendosi i segni della croce».
Diciotto mesi più tardi, Alëša scoprì «con suo grande stupore» che tra le persone possono esistere anche rapporti non «derivanti dal bisogno»: si accorse che Ustin'ja, una giovane orfana che lavorava in cucina, era gentile con lui in maniera disinteressata. «Tutto ciò era così nuovo e strano che dapprincipio Alëša se ne spaventò». Alëša chiese a Ustin'ja di sposarlo; ma il possibile matrimonio non piaceva ai padroni di casa («Ustin'ja resterà incinta, con un bambino non sarà più buona a nulla») e al padre di Alëša («Ti ammoglierò io quando verrà il momento»). Alëša, ubbidiente, comunicò ai padroni che avrebbe rinunciato al matrimonio, «e poi, improvvisamente, scoppiò in pianto».
Mandato a spalare la neve dal tetto, Alëša scivolò precipitando sulla tettoia e ferendosi. Assistito da Ustin'ja, Alëša morì, «ma nel suo cuore c'era la certezza che, come quaggiù si stava bene se si obbediva e non ci si irritava, così anche là si sarebbe stati bene».

## Critica
Il racconto fu scritto da Tolstoj fra il 24 e il 28 febbraio del 1905. È possibile che Lev Tolstoj si sia ispirato a uno sguattero di nome Alëša, soprannominato "Bricco", vissuto negli anni sessanta dell'800 a Jasnaja Poljana, che i familiari di Tolstoj descrissero come uomo mite, ubbidiente ma di aspetto brutto.
Il racconto fu giudicato "una delle migliori creazioni di Tolstoj" dal critico Dmitrij Petrovič Mirskij. Come nel caso della morte dell'albero in Tre morti, anche la morte di Alëša può essere considerata anche una metafora dell'atteggiamento ideale di fronte alla sofferenza, soprattutto quella provocata dalla crudeltà del potere.

## Edizioni

### In lingua russa
- Posmertnye chudožestvennye proizvedenija L'va Nikolaeviča Tolstogo pod redaktsiej V.G. Čertkova (Opere artistiche postume di Lev Nikolàevič Tolstoj, a cura di V.G. Čertkov), Mosca: ed. A.L. Tolstaja, tomo II, 1911
- Posmertnye chudožestvennye proizvedenija L'va Nikolaeviča Tolstogo pod redaktsiej V.G. Čertkova (Opere artistiche postume di Lev Nikolàevič Tolstoj, a cura di V.G. Čertkov), Berlino: Svobodnoe slovo, tomo II, 1912

### In lingua italiana
- Padre Sergio: racconti; traduzione della Duchessa d'Andria, Torino: Slavia, 1931 (il volume contiene i seguenti racconti: Chadzi-Murat; Padre Sergio; Dopo il ballo; Aljosa il bricco; Quel che vidi in sogno)
- «Alessio Vaso». In: Lev Tolstoj, Racconti; a cura e nella traduzione di Agostino Villa, Vol. III, Torino: Einaudi, 1955
- «Aljoša Goršok». In: Eridano Bazzarelli (a cura di), Tutte le opere narrative e di teatro di Lev N. Tolstòj, vol. IV "Resurrezione, Ultimi racconti (1889-1910)"; traduzione di Milli de Monticelli, Milano: Mursia, 1960
- «Alëša Bricco». In: Lev Tolstoj, Tutti i racconti, a cura di Igor Sibaldi; traduzione di Serena Prina, Vol. II, Milano: Mondadori, 1991